# Cascada Korolivskîi
Korolivskîi (în ucraineană Водоспад «Королівський», în română Cascada regală) este o cascadă și monument al naturii de tip geologic de importanță locală din raionul Storojineț, regiunea Cernăuți (Ucraina), situată la sud de satul Bănila pe Siret. 
Suprafața ariei protejate constituie 0,5 hectare, fiind creată în anul 1991 prin decizia comitetului executiv regional. Statutul a fost acordat pentru protejarea unei cascade pitorești de pe râul Dmitri (un afluent al Siretului Mic). Înălțimea căderii de apă este de 3 m. Cascada s-a format în locul în care râul traversează un masiv stâncos compus din gresii rezistente la eroziune.
Cascada este situată la 7,6 km de partea centrală a satului Bănila pe Siret, în cadrul lanțului muntos Pocuția-Bucovina a Carpaților.